# Berliner Gesellenkrankenkassenwesen im 19. Jahrhundert
Das Berliner Gesellenkrankenkassenwesen im 19. Jahrhundert war zunächst nur für die Krankenversorgung von Gesellen innerhalb einer Zunft gedacht und wandelte sich zu einer Pflichtkrankenversicherung für alle, die im jeweiligen Handwerk keine Selbstständigen waren.
Die Erfahrungen und Ausformung der Gesellenkrankenkassen in den größeren Städten Preußens (und in Berlin als größter Stadt Preußens) in den ersten drei Vierteln des 19. Jahrhunderts diente neben den Knappschaftskassen und Fabrikkassen in vielen Teilen als Vorbild bei der Organisation des Krankenkassenwesens reichsweit nach 1883.

## Gesellenkassen

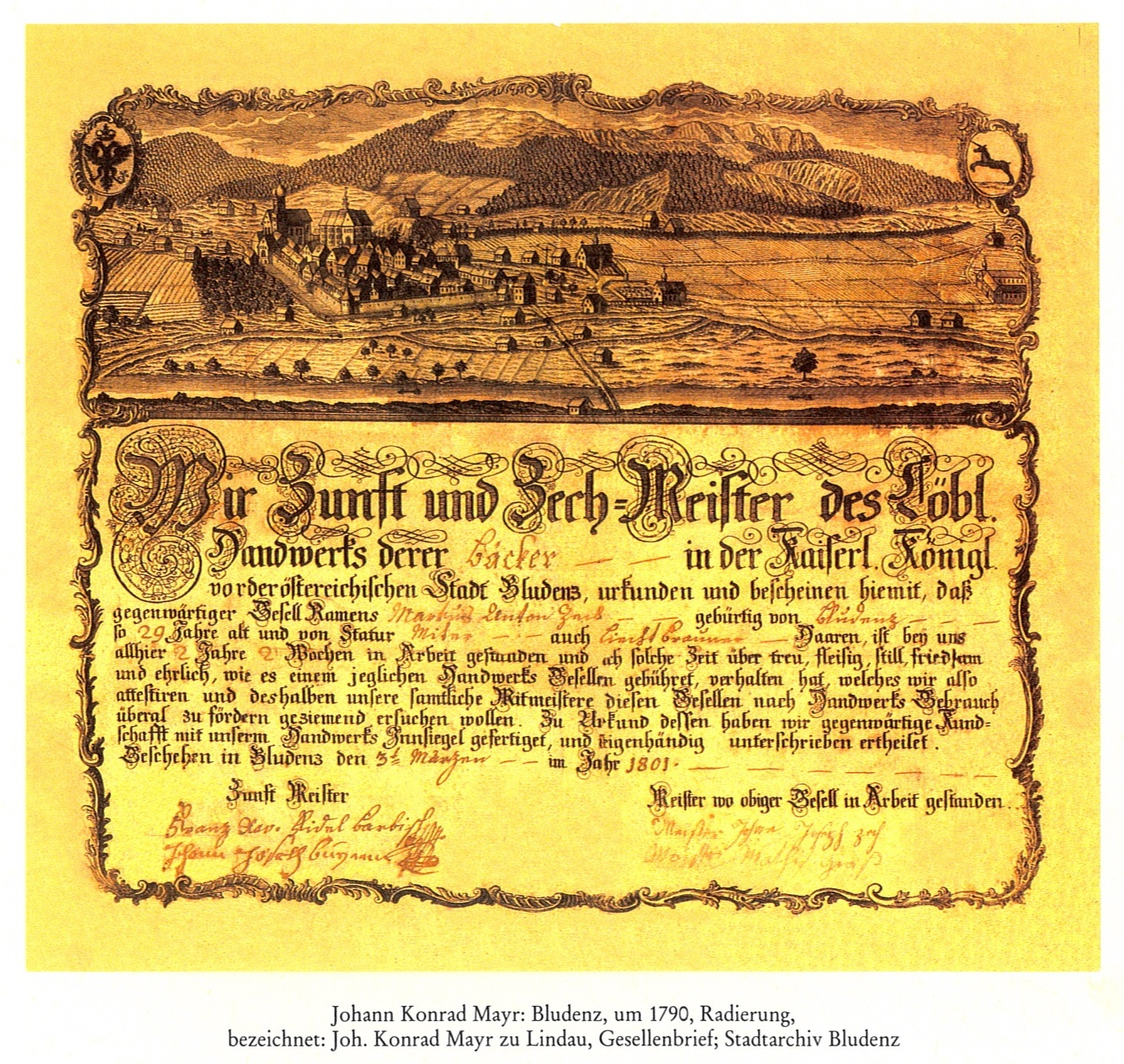
Gesellenbrief von der Bludenzer Zunft für den Bäckergesellen Martin Anton Zeck von 1801.

Das Handwerk war im Mittelalter und in der Frühen Neuzeit in Zünften organisiert. Innerhalb einer Zunft gab es, seit dem ausgehenden Mittelalter, einerseits die Meisterschaft und andererseits die Gesellenschaften. Bis ins 19. Jahrhundert hinein verstanden sich die lokalen Gesellenschaften als fest zusammengehörende Gemeinschaft (Bruderschaft), zu deren gegenseitigen Pflichten auch die Fürsorge für erkrankte und verstorbene Mitglieder gehörte.
Die Gesellenschaften unterhielten in der Regel eigene Gesellenkassen, finanziert durch Aufnahmegebühren neu hinzukommender Gesellen und regelmäßige Beitragszahlungen (Auflagen). Aus dieser Kasse wurden neben festlichen Aktivitäten auch Kur- und Pflegekosten für erkrankte Gesellen sowie Begräbniskosten bezahlt. Auch arbeitslose Gesellen kamen in den Genuss dieser Krankenfürsorge, Gesellen jedoch, die neu in den Ort gekommen und noch nicht in die lokale Gesellenschaft aufgenommen worden waren, wurden nicht unterstützt.
Seit Mitte des 18. Jahrhunderts nahm in Preußen zunehmend die Obrigkeit Einfluss auf die Gesellenkassen. Ihr ging es vor allem darum, sicherzustellen, dass stets genügend Geld in der Kasse war, um kranke Gesellen zu versorgen und für etwaige Bestattungskosten aufzukommen. Sonst wären nämlich kranke oder durch Krankheit verarmte Gesellen der Armenfürsorge zur Last gefallen. Auch die Meisterschaft wollte verhindern, im Rahmen ihrer Fürsorgepflicht für kranke Gesellen zahlen zu müssen. Friedrich der Große hatte bereits 1783 die Zünfte verpflichtet, auch zugereiste Gesellen, die noch in keinem Arbeitsverhältnis in der Stadt gestanden hatten, im Krankheitsfall zu unterstützen. Sollten die Mittel der Gesellenkasse nicht zur Deckung der Kosten für die medizinische Versorgung und Beerdigung der Gesellen reichen, so musste die Meisterschaft zuzahlen.
Bereits in den 1734 und 1735 verabschiedeten Generalprivilegien der Zünfte in der Mark Brandenburg war festgelegt worden, dass das Einzahlen der Auflagen, das alle vier Wochen stattfand, in Gegenwart des Obermeisters der Innung stattfinden solle. Damit sollte verhindert werden, dass die Gesellen das Geld beispielsweise gleich wieder für Alkoholika ausgaben.
In Berlin wurden die Auflagen in den jeweiligen von den Innungen für ihre Gesellen unterhaltenden Herbergen eingesammelt, die zugleich auch der soziale Treffpunkt der entsprechenden Gesellenschaften waren. Um 1800 drängte der Berliner Magistrat darauf, dass das Einsammeln der Auflagen genauer geregelt werde und alle Beitragspflichtigen auch regelmäßig zur Kasse gebeten wurden, um der Gesellenkassen ein geregeltes Einkommen zu gewährleisten. Die Auflagen wurden nun nicht mehr auf der Herberge eingezogen, sondern ein von der Innung dazu ernannter Meister, der auch für die Arbeitsvermittlung zuständig war, sammelte die Auflagen alle vier Wochen an den Arbeitsstellen ein. War ein Geselle gerade nicht zahlungsfähig, so hatte sein Meister die Auflage zu entrichten und konnte den Betrag später vom Lohn abziehen. Die Gesellenkassen wurden der Aufsicht der Meister unterstellt, die die Ausgaben der Gesellenschaft somit kontrollieren konnten. Neben Krankenunterstützung und Beerdigungskosten wurden auch andere Ausgaben wie z. B. die Gehälter der Altgesellen und die Miete für die Herberge aus dieser Kasse finanziert.
Ein Bäckergeselle musste beim Eintritt in die Bäckergesellenschaft um 1800 ein Eintrittsgeld von 1 Taler (T) 8 Silbergroschen (sgr) zahlen, was ungefähr einem Wochenverdienst entsprach. Monatlich fielen dann 2 sgr Auflage an. Dafür hatte er im Krankheitsfall, selbst bei leichten Erkrankungen, Anspruch auf Unterbringung in der Charité, mit der die Berliner Innungen entsprechende Vereinbarungen hatten. Damit war die Versorgung und Pflege alleinstehender Gesellen gewährleistet. Außerdem bekam er wöchentlich ein Krankengeld von 4 sgr, um den Verdienstausfall zu überbrücken. Der Charitéaufenthalt kostete 1823 die Kasse monatlich 1 T 5 sgr. Dieser Monatssatz ließ sich jedoch langfristig nicht halten und stieg bis 1836 auf 7½ Taler. Wer nicht in die Charité wollte, konnte sich auch in der Krankenstube auf der Herberge versorgen lassen. Neben den notwendigen Medikamenten erhielt er 16 sgr Unterstützung wöchentlich, da er für eine Verpflegung selbst aufkommen musste.

## Von der Gesellenkasse zur Gesellenkrankenkasse
Seit den 1830er Jahren stieg die Anzahl der nach Berlin zuwandernden Gesellen stetig an. So zählte die Bäckergesellenkasse 1836 allein ca. 550 Mitglieder, von denen aber nur rund 350 in Arbeit standen, in den 40er Jahren hatte sie schon zwischen 700 und 900 Mitglieder. Noch immer nahmen die Kassen nur zünftige Gesellen auf. Unzünftige Gesellen, also alle die, die ihre Lehre nicht bei einem Innungsmeister absolviert hatten, durften ihnen nicht beitreten. Durch die hohen Anzahl der Mitglieder und die vielen Arbeitslosen gerieten die Gesellenkassen immer wieder in finanzielle Schwierigkeiten, da Arbeitslose keine Beiträge zahlten, aber, sobald sie einmal eingezahlt hatten, Anspruch auf medizinische Versorgung hatten.

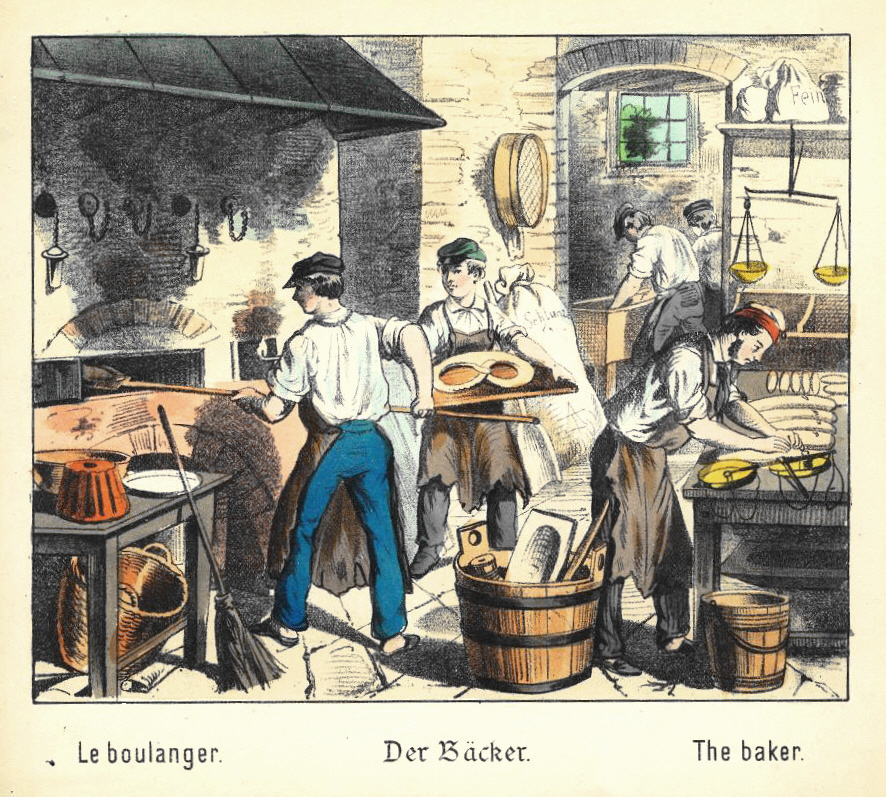
Backstube, Lithographie aus: Was willst du werden? Bilder aus dem Handwerkerleben, Berlin: Winckelmann [c. 1880].

Bereits Anfang der 1830er Jahre verlangte der Magistrat als probates Mittel die Erhöhung der Beiträge, was dazu führte, dass ein Teil der in Arbeit stehenden Gesellen erklärte, dann träten sie lieber aus der Kasse aus und zahlten gar keine Auflagen mehr. Da eine Erhöhung der Gesellenkassenbeiträge zwangsläufig auch eine Diskussion über Lohnerhöhungen nach sich gezogen hätte, widersetzten sich auch die Meister in den Innungen diesen Vorschlägen. Ergebnis all dieser Debatten war, dass die Auflagen zwar nicht erhöht wurden, aber seit 1833 – wie vom Magistrat gefordert – auch die arbeitslosen Gesellen Beiträge zahlen sollten. Außerdem wurden alle anderen Ausgaben, die zuvor auch noch aus der Gesellenkasse bestritten wurden, eingestellt und nur noch Behandlungs- und Begräbniskosten daraus gezahlt. Folgerichtig bürgerte sich seit den 1840er Jahren dann auch der Begriff Gesellenkrankenkasse ein.

## Die Einführung der allgemeinen Krankenversicherungspflicht für Gesellen in Berlin
Alle Berliner Innungen waren in den 1840er Jahren bereits verpflichtet, Gesellenkrankenkassen zu unterhalten. Angesichts von rund 30.000 im Handwerk lohnabhängig Beschäftigten (Familienmitglieder nicht mitgerechnet) bei einer Zivilbevölkerung von ca. 380.000 Einwohnern kam den Gesellenkrankenkassen eine große sozialpolitische Bedeutung zu, denn sie entlasteten den Sozialetat der Stadt erheblich.
Die preußische Allgemeine Gewerbeordnung von 1845 trug der Bedeutung des Gesellenkrankenkassenwesens Rechnung, indem sie den Kommunen das Recht zugestand, per Ortsstatut die Krankenkassenpflicht für alle Gesellen, zünftig oder unzünftig, einzuführen. In Berlin wurde ein entsprechendes Ortsstatut am 1. November 1850 erlassen. Auf der Grundlage dieses Ortsstatuts erhielten 1852/1853 die 69 Berliner Gesellenkrankenkassen mit ihren rund 24.500 Mitgliedern vom Magistrat diktierte Statuten, wobei im Großen und Ganzen die bisherige Organisation beibehalten wurde. Weiterhin finanzierten sich die Kassen allein durch die Aufnahmegelder und die monatlichen Auflagen, die nun von allen Gesellen – den zünftigen und den unzünftigen – entrichtet werden mussten. Kein Arbeitgeber durfte einen kassenpflichtigen Gesellen beschäftigen, ohne nicht gleich die entsprechende Krankenkasse zu benachrichtigen. Festgesetzte Arbeitgeberanteile an den Beiträgen gab es in diesen Handwerkskassen nicht, sie unterstanden jedoch weiterhin der Aufsicht der Innungen, und die Meisterschaft war verpflichtet, im Falle einer Unterfinanzierung der Kasse Kosten zu übernehmen.
Das Leistungsangebot der einzelnen Kassen war nicht einheitlich. So zahlte die Bäckergesellenkrankenkasse beispielsweise die ambulanten Arztkosten und bei Krankenhausaufenthalten die Kur- und Verpflegungskosten sowie 7 sgr Krankengeld pro Woche. Ein Krankengeld für Mitglieder, die während ihrer Krankheit nicht stationär versorgt wurden, sondern in ihren Wohnstätten blieben, wurde erst seit 1865 gewährt. Arzneikosten musste der Versicherte selber tragen. Die Krankenunterstützung wurde maximal ununterbrochen für 12 Monate gezahlt, danach hatte die Armenfürsorge einzuspringen. Für die Beerdigung gab es 25 T. Die Hutmachergesellenkrankenkasse hingegen zahlte auch die Medikamente und gewährte ihren Mitgliedern 1 T 22 sgr Hauskrankengeld. Dafür sparten sie an den Beerdigungskosten, hier gab es nur 10 T.
Mit Hilfe eines weiteren Ortsstatuts wurde 1853 der Kassenzwang auch auf Fabrikarbeiter ausgeweitet. Im Gegensatz zu den Gesellenkrankenkassen, die sich historisch aus den Gesellenkassen entwickelt hatten, waren die Fabrikkassen häufig von vornherein von den Arbeitgebern ins Leben gerufen worden. Anders auch als in den Gesellenkrankenkassen zahlten hier die Arbeitgeber einen Teil der Beiträge für ihre Arbeiter.
Die erste Fabrikarbeiterkasse in Berlin war 1849 von den Zeug- und Kattundruckern gegründet worden. 1858 wurde sie in „Allgemeine Fabrikarbeiterkasse“ umbenannt. Da in dieser Kasse nur Männer versichert waren, kam es 1853 zur Einrichtung der „Meyerschen Fabrikkasse“ für Fabrikarbeiterinnen. Die größte Berliner Fabrikkrankenkasse war die 1849/50 gegründete Generalkasse der Maschinenbauer, die allein Ende 1868 rund 18.500 Mitglieder zählte. Insgesamt waren im Laufe des Jahres 1868, wenn auch teilweise nur kurze Zeit, mehr als 93.000 Gesellen und Gehilfen in einer der 80 Gesellenkrankenkassen und mehr als 54.000 Arbeiter in einer der sieben existierenden Fabrikkrankenkassen zwangsversichert gewesen. Das waren rund 21 % der damaligen Berliner Bevölkerung.

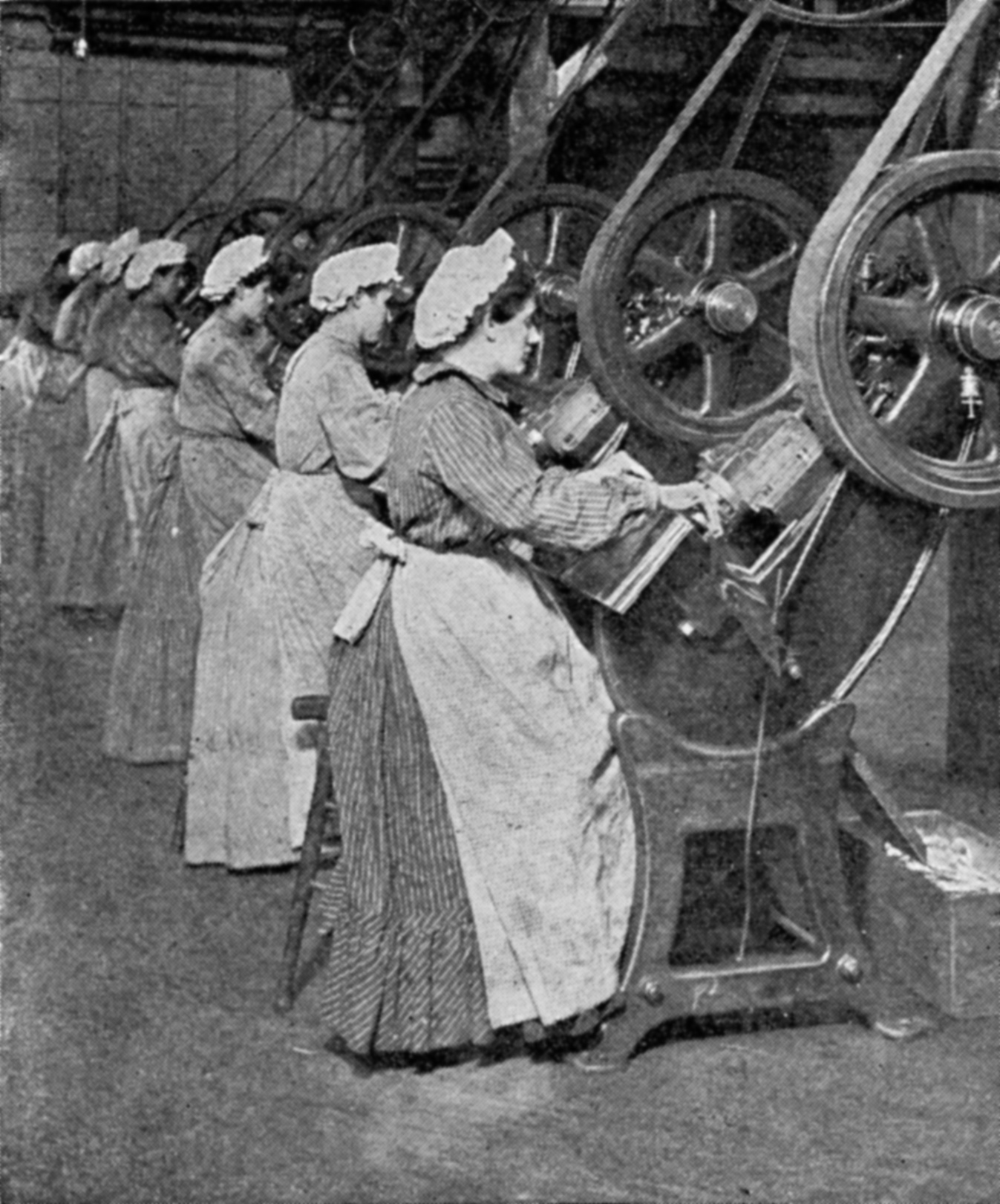
Fabrikarbeiterinnen um 1900.

1876 wurde das Hilfskassengesetz erlassen, das Ersatzkassen zuließ, sofern sie bestimmte Leistungskriterien erfüllten. Damit wurde die Zwangskassenpflicht in einen Kassenzwang umgewandelt, da (zumindest theoretisch) jedem Versicherten nun das Recht zugestanden wurde, sich eine Kasse auszuwählen. Auf das Berliner Gesellenkrankenkassenwesen hatte es kaum Auswirkungen.

## Einführung der Krankenversicherungspflicht im Deutschen Reich
Das am 15. Juni 1883 verkündete „Gesetz, betreffend die Krankenversicherung der Arbeiter“ verkündete reichsweit den „Versicherungszwang“ für alle Personen, „welche gegen Gehalt oder Lohn“ in Bergwerken, Salinen, Steinbrüchen, Fabriken, Hüttenwerken, auf Werften und im Baugewerbe sowie in allen Handwerksbetrieben beschäftigt waren. Für die Versicherten sollten in den Gemeinden Ortskrankenkassen eingerichtet werden, wobei jedoch nicht an Allgemeine Ortskrankenkassen im heutigen Sinne gedacht war, sondern – ausgehend von dem Vorbild bestehender Gesellen-, Knappschafts-, Hilfs- und Fabrikkrankenkassen – an getrennte Ortskrankenkassen für einzelne Berufsgruppen.
In vielen Teilen des Deutschen Reiches, z. B. in Württemberg mag die Versicherungspflicht eine Neuerung gewesen sein – in Preußen und besonders in Berlin jedoch nicht. Viele Elemente der neuen Krankenversicherungswesen wurden von bestehenden Einrichtungen in Preußen übernommen, wie z. B. dass der Arbeitgeber gleich den Versicherungsbeitrag vom Lohn einbehielt, oder dass er auch einen Teil des Krankenversicherungsbeitrags übernehmen musste. Bestehende Krankenkassen konnten fortgeführt werden, sofern das Leistungsspektrum nicht unter dem der neu einzurichtenden Ortskrankenkassen lag.
In Berlin wurde ein Großteil der Gesellenkrankenkassen in Ortskrankenkassen überführt. Ende 1884 gab es 67 Ortskrankenkassen für die verschiedenen Berufe mit recht unterschiedlicher Mitgliederzahl und vier Betriebs- und Innungskrankenkassen. Versicherungspflichtige, die nicht eindeutig einer Berufsgruppe zugeordnet werden konnten, wurden der „Allgemeinen Ortskrankenkasse gewerblicher Arbeiter und Arbeiterinnen“ zugewiesen. Bis 1888 mussten sechs Ortskrankenkassen wegen zu geringer Mitgliederzahl geschlossen werden. Ende 1888 gehörten von den rund 300.000 Versicherungspflichtigen in Berlin etwa 82 % einer Ortskrankenkasse, 6,5 % einer Betriebskrankenkasse, 2,5 % einer Innungskrankenkasse und 9 % einer der 45 Hilfskassen an.
1892 wurde die Krankenversicherungspflicht auf Angestellte mit einem Jahresverdienst unter 2000 Mark und auf Heimarbeiter ausgedehnt. Außerdem wurde verfügt, dass nun auch alle in einem Gewerbe Beschäftigten, also auch Frauen und Hilfsarbeiter, die zuvor der „Allgemeinen Ortskrankenkasse“ zugewiesen worden waren, nun in den entsprechenden Ortskrankenkassen zu versichern waren. 1899 unterwarf Berlin durch ein Ortsstatut auch alle in den Kommunalbetrieben beschäftigten der Krankenkassenpflicht. Für sie wurde eine eigene Betriebskrankenkasse eingerichtet. 1902 wurde die Versicherungspflicht auf Hausgewerbetreibende und 1914 auf Dienstboten ausgedehnt.
In den Ortskrankenkassen standen den Arbeitgebern nur ein Drittel der Stimmen in den Generalversammlungen und den Vorständen zu, weil sie auch nur ein Drittel des Krankenversicherungsbeitrags zahlten. Die Vorstände auf der Arbeitnehmerseite, die die Zwei-Drittel-Mehrheit stellten, stammten größtenteils aus den Reihen der sozialistischen Arbeiterbewegung. Viele Arbeitgeber empfanden den Einfluss der Sozialisten in den Ortskrankenkassen als Bedrohung und wollten diese Stimmverteilung nicht hinnehmen. Zahlreiche Betriebe und Innungen gründeten wieder eigene Betriebs- und Innungskrankenkassen, in denen die Arbeitgeber zwar die Hälfte des Krankenversicherungsbeitrags zahlen mussten, dafür aber auch 50 % der Stimmen und der Vorstände stellen konnten. Bis 1910 waren insgesamt 67 Betriebskassen und 19 Innungskrankenkasse gegründet worden und die Anzahl der Ortskrankenkassen auf 54 zurückgegangen.
Bereits in den 1880er Jahren war Kritik an dem zersplitterten Ortskrankenkassenwesen und die Forderung nach einer Zusammenfassung laut geworden. Aber erst 1914 wurden die zu diesem Zeitpunkt noch bestehenden 54 berufsspezifischen Ortskrankenkassen in der „Allgemeinen Ortskrankenkasse der Stadt Berlin“ (AOK) zusammengeführt.
Nachfahren der alten Gesellenkrankenkassen – die Innungskrankenkassen – gibt es auch heute noch, allerdings überregional agierend und mit einem den heutigen Vorschriften entsprechendem Leistungsangebot. Ihre Zahl nimmt aber im Zuge der vielen Fusionen innerhalb der Ersatzkrankenkassen ständig ab.